# Ranunculus trullifolius
Ranunculus trullifolius är en ranunkelväxtart som beskrevs av Joseph Dalton Hooker. Ranunculus trullifolius ingår i släktet ranunkler, och familjen ranunkelväxter. Inga underarter finns listade i Catalogue of Life.